# Priscila Borja Moreno
Priscila Borja Moreno (Alcalá de Guadaira, 28 de abril de 1985) es una exfutbolista española que jugaba de delantera. Jugaba como atacante, situándose de extremo o segunda delantera. Jugó más de 500 partidos de Primera División en 20 temporadas. Es la máxima goleadora del Atlético de Madrid con 107 goles según el club. Ganó una Liga y una Copa de la Reina con el club colchonero. Fue internacional con la selección española entre 2011 y 2015, y jugó la Eurocopa de 2013 y el Mundial de 2015. Desde 2022 es adjunta a la dirección deportiva del Atlético de Madrid.

## Carrera

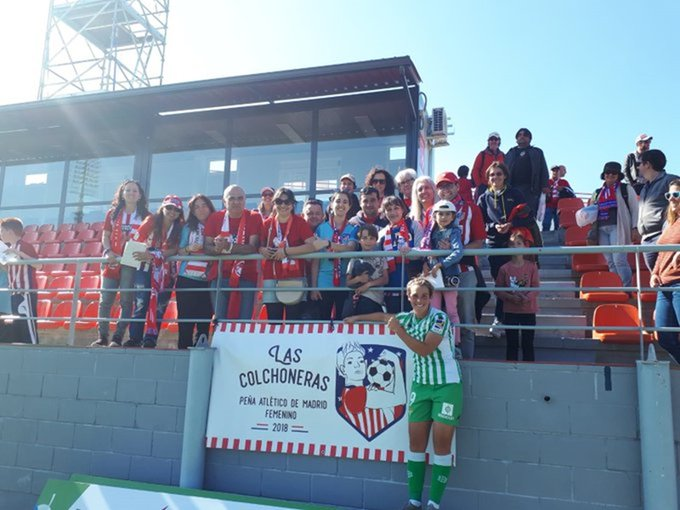
Priscila con el Betis posando con la peña Las Colchoneras

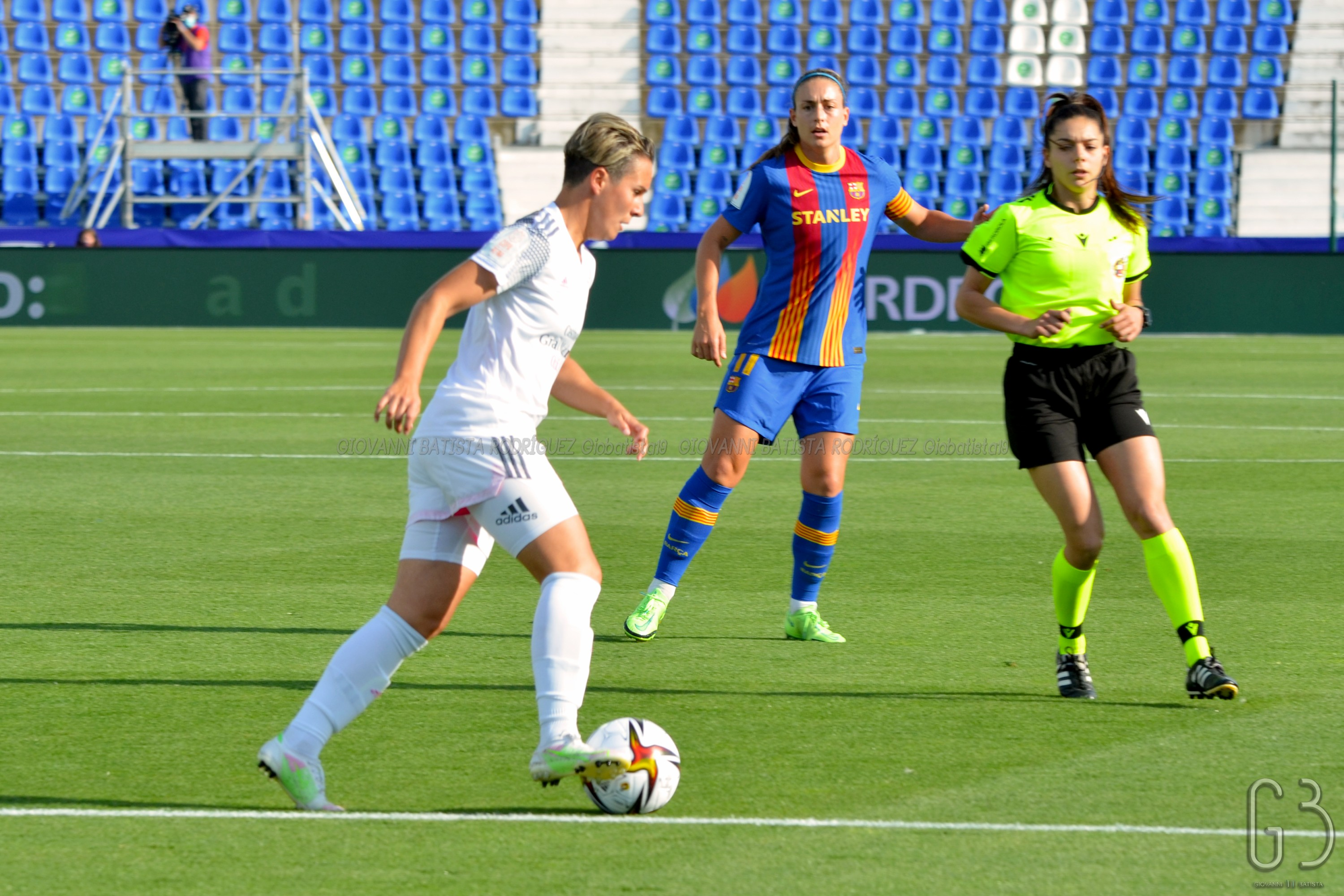
Priscila en mayo de 2021 con el Madrid CFF

### Inicios
Empezó jugando en el C. D. Mosquito en Alcalá de Guadaira, desde el que pasó al CD Hispalis de Sevilla. Con 18 años fichó por el Sabadell, que había ganado la Copa de la Reina la temporada anterior. En su primera temporada con el conjunto catalán son subcampeonas de Liga y de Copa, pero el club reduce el presupuesto de la sección femenina, lo que hace que en su segunda temporada el equipo esté en medio de una crisis institucional. En Liga caen hasta la octava posición y sean eliminadas en los cuartos de final de la Copa de la Reina.
En 2005, tras la mala situación del Sabadell, que finalmente acabaría renunciando a su plaza en la Superliga, fichó por el Estudiantes Huelva. Fue titular habitual, disputando 20 de los 25 partidos que jugó el equipo, 18 de ellos como titular, y anotó 6 goles. Sin embargo a mitad de temporada una nueva junta directiva sustituyó a Romero y Toledo, empezó a haber impagos y las jugadoras no disputaron el último partido de liga y renunciaron a jugar la Copa de la Reina. El equipo que desapareció al término de la temporada.
De nuevo sin equipo fichó por el Club Irex Puebla. En su primera temporada fue titular y marcó 7 goles. Acabaron séptimas en la liga y cayeron eliminadas en los cuartos de final de la Copa de la Reina. En su segunda temporada fueron sextas en liga y volvieron a ser cuartofinalistas en la Copa de la Reina. En verano de 2008, debido a la deuda acumulada en el club, se fusionó con el  AD Las Mercedes para formar el Extremadura FCF, y Pricila dejó el equipo.
Volvió a jugar un año en Huelva, en el Sporting Huelva donde volvió a encontrarse con Antonio Toledo y Manuela Romero. Una vez más fue de las jugadoras que más minutos disputó del equipo, y marcó 6 goles en 24 partidos.  El equipo no logró los resultados esperados y Toledo fue sustituido tras 10 jornadas. Acabaron novenas en liga, sin opción de disputar la Copa de la Reina.

### Consolidación
En verano de 2009 fichó por el Atlético de Madrid. Allí se reencontró con Antonio Contreras, con el que ya coincidiera en el Club Irex Puebla. En su primera temporada rojiblanca fue la máxima goleadora con 16 goles, uno de ellos marcado en un saque de esquina ante la Real Sociedad, y el equipo fue cuarto en liga.
Fueron eliminadas por el Sporting de Huelva en la Copa de la Reina.
En la temporada 2010-11 volvió a ser la pichichi del equipo con 12 goles en la primera ronda, y 4 en la fase final. Los resultados en liga no fueron tan buenos como el año anterior y acabaron en quinta posición. En la Copa de la Reina Priscila fue clave en los octavos de final, marcando tanto en la ida como en la vuelta para eliminar al Collerense. Finalmente cayeron eliminadas en la semifinal ante el Espanyol.
En 2011 se cambió Antonio Contreras por Juanjo Carretero, y fichó a Adriana Martín como fichaje estrella.  Los malos resultados llevaron a la destitución del entrenador, que fue sustituido por Jesús Núñez. A punto de finalizar la temporada Adriana Martín regresó a Estados Unidos. El equipo terminó sexto en la tabla. Esa temporada sólo jugaban la Copa de la Reina de fútbol los primeros cuatro clasificados en liga, por lo que no la disputó. Tras la marcha de Adriana Martín, que anotó 25 tantos, Priscila Borja fue la segunda máxima anotadora con 13 goles.
En la temporada 2012-13 el equipo logró buenos resultados durante la temporada, y se llegó a la recta final del campeonato liguero con opciones de levantar el título, lo que llevó a multiplicar el número de aficionados que acudieron a presenciar los últimos partidos de liga. Al final el equipo terminó tercero, su mejor posición histórica hasta la fecha. En la Copa de la Reina eliminaron en los cuartos de final contra el Athletic Club, pero en las semifinales no pudieron superar al F. C. Barcelona. Volvió a ser la máxima goleadora rojiblanca con 13 goles.
En 2013 fichó por el Rayo Vallecano. En el conjunto rayista volvió a ser la máxima goleadora, con 13 goles. Acabaron cuartas en liga, y tras eliminar al Atlético de Madrid en la tanda de penaltis, cayeron ante el F. C. Barcelona en las semifinales de Copa. Al final de dicha temporada el presidente del Rayo Vallecano, Raúl Martín Presa decidió no destinar más dinero a la sección femenina del club y Priscila salió del club.
Regresó al Atlético de Madrid la siguiente temporada. El equipo se reforzó bajo las dirección de Miguel Ángel Sopuerta, y logró muy buenos resultados. A cuatro jornadas del final de la liga la UEFA anunció que ampliaba los cupos a jugar la Liga de Campeones a dos, dando opciones al Atlético de Madrid de clasificarse. El equipo siguió con la buena racha y finalmente logró el subcampeonato y su primera clasificación europea el 26 de abril de 2015 al vencer al Sant Gabriel por 3-1. El equipo terminó el campeonato con su mejor clasificación histórica y récord de puntos obtenidos hasta la fecha. volvió a ser la máxima artillera rojiblanca con 15 o 16 tantos. En la Copa de la Reina cayeron en la tanda de penaltis ante el Sporting de Huelva en la semifinal. En el Mundial de 2015 se convirtió en la primera jugadora rojiblanca en disputar un Mundial absoluto femenino.
En la temporada 2015-16 debutó en la Liga de Campeones en la derrota ante el Zorky Krasnogorsk por 0 a 2. Jugó también el partido del vuelta donde el equipo remontó la eliminatoria con un 3 a 0 a domicilio. Sopuerta fue destituido y su sustituto fue su segundo, Ángel Villacampa. El equipo descendió un peldaño y quedó tercero en la Liga pero ganó su primer trofeo, la Copa de la Reina, en el que Priscila contribuyó con un doblete en la victoria en los cuartos de final ante el Sporting de Huelva. Volvió a ser una de las jugadoras más utilizadas de la plantilla y marcó 11 goles en liga.
En la temporada 2016-17 el Atlético de Madrid ganó su primera liga sin perder ningún partido. En diciembre de 2016, debutó el equipo femenino en el Vicente Calderón, derrotando 2-1 al Barcelona ante 13.935 espectadores. Esa misma temporada, la de la despedida del estadio, volvió a disputar en marzo de 2017 otro partido, empatando a un gol con el Athletic Club ante 10.642 aficionados. Siendo ya campeonas invictas de Liga, el equipo femenino regresó a ese estadio el 21 de mayo de 2017 para ser homenajeadas por la afición. Volvió a ser una jugadora habitual en los onces del equipo y marcó 9 goles en liga. En la Copa de la Reina abrió el marcador en las victorias por 4-3 sobre el Rayo Vallecano en los cuartos de final, y por 2-0 ante el Granadilla Tenerife. En la final fueron derrotadas por el F. C. Barcelona.
En junio de 2017 se despidió del club como la máxima goleadora histórica del Atlético de Madrid.

### Últimos años y retirada como futbolista
En 2017 fichó por el Betis. El equipo estaba entrenado por María Pry, con la que coincidió como jugadora en el Híspalis. El equipo verdiblanco fue el equipo revelación de la temporada logrando el quinto puesto en liga y Priscila fue una de las máximas goleadoras del equipo con 8 goles, igualada con Bea Parra y Paula Moreno. En la Copa de la Reina fueron eliminadas en los cuartos de final.
En la siguiente temporada Priscila aumentó su aporte goleador y fue la máxima artillera del Betis con 13 goles. En la Copa de la Reina marcó un triplete en los octavos de final ante el Athletic, pero las bilbaínas lograron empatar el encuentro y llevarse la eliminatoria en la tanda de penaltis, donde Priscila anotó su lanzamiento. En la Liga continuaron con sus buenas actuaciones y lograron ser sextas. Su buen rendimiento en estas dos temporadas hizo que renovase su contrato con el Betis.
En la temporada 2019-20 Pry dejó el Betis y el club contrató a Antonio Contreras, con el que Priscila ya había coincidido en Irex Puebla y Atlético de Madrid. El cambio no funcionó y Contreras fue sustituido a mitad de temporada, que concluyó prematuramente debido a la pandemia de Covid-19. A pesar de sólo poder anotar 5 goles, Priscila fue de nuevo la máxima goleadora bética, y el equipo terminó en 12.ª posición en la Liga.
En el verano de 2020 abandonó la escuadra verdiblanca para fichar por el Madrid C.F.F., por expresa petición del entrenador Óscar Fernández. El equipo realizó una buena temporada y logró el séptimo puesto en Liga, donde Priscila fue la segunda máxima goleadora del equipo con 8 goles, uno menos que Geyse Ferreira. En la Copa de la Reina marcó un gol en la prórroga que sirvió para eliminar al Real Madrid, pero fueron derrotadas por el F. C. Barcelona en la semifinal. 
El 20 de junio de 2021, anunció su retiro del fútbol femenino mientras jugaba para el Madrid C.F.F.

### Tras la retirada

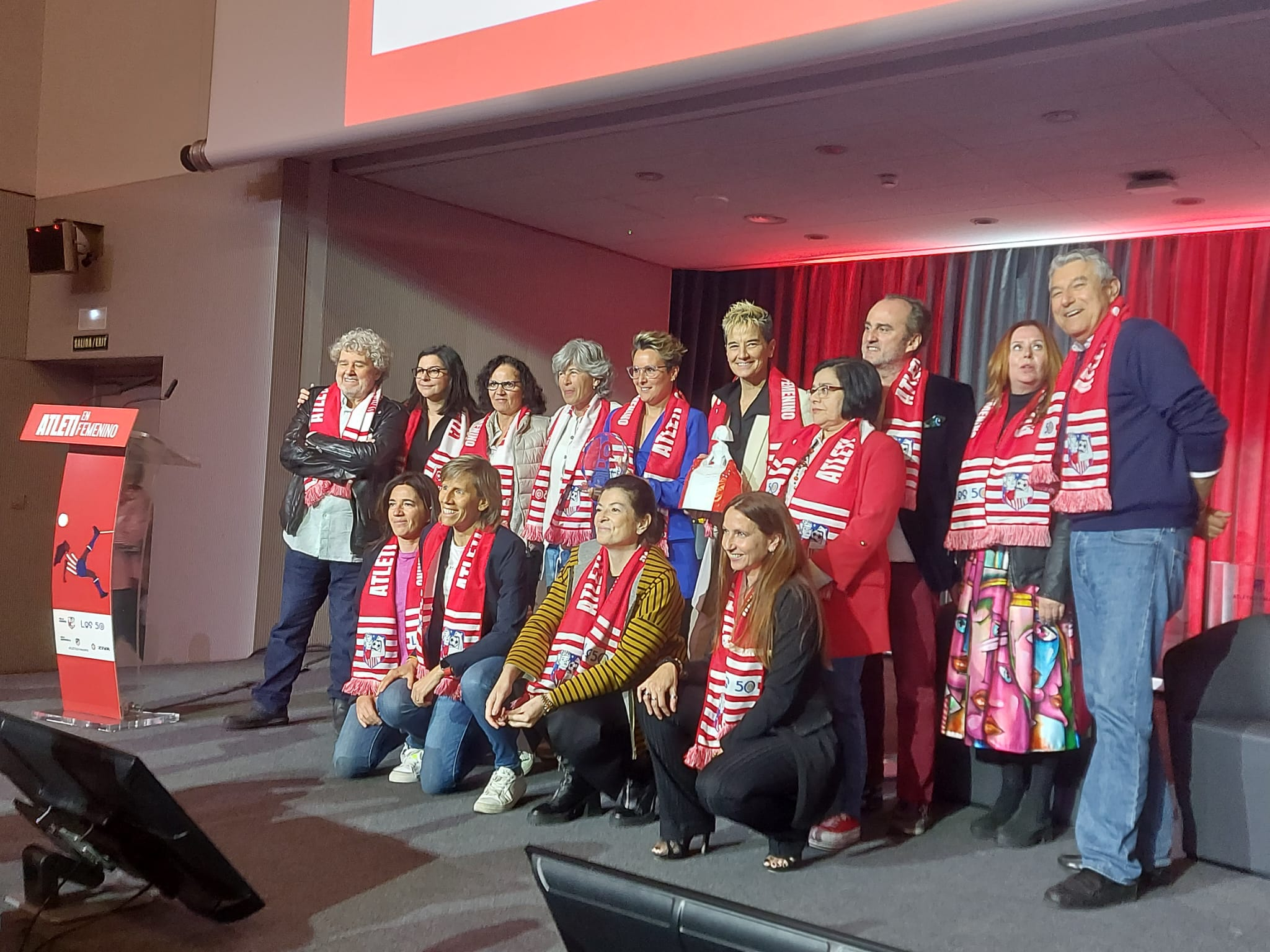
Participantes de la Primera Edición de Atleti en Femenino

Pasó a formar parte del cuerpo técnico de Óscar Fernández, que había sido su último entrenador en el Madrid C.F.F., y acompañó cuando fichó por el Atlético de Madrid como entrenador. Empezó como delegada de campo en 2021 y desde la temporada 2022-23 es adjunta a la dirección deportiva. El 30 de marzo de 2023 se celebró la primera edición de Atleti en Femenino, organizada por las Asociación Los 50 y la Peña Las Colchoneras, una iniciativa pionera para el deporte nacional para reconocer la labor de las mujeres en las diferentes secciones deportivas del Atlético de Madrid y que en esta edición de centró en el Atlético de Madrid Femenino, y en el que se entregó el Premio Almudena Grandes a Priscila Borja por su trayectoria deportiva en el Atlético de Madrid.

## Selección

### Sub-19
Debutó con la selección sub-19 el 29 de febrero de 2002 con tan sólo 16 años en Los Cristianos en un partido clasificatorio de Segunda Ronda para el Campeonato Europeo sub-19 ante Yugoslavia, en el que ganaron por 5-0 y marcó un gol. Jugó tres años en esta categoría, y disputó  la fase final del Campeonato Europeo de 2002. En el partido inaugural sustituyó a María José Pérez en el minuto y ganaron por 0-1 a Suecia, la selección anfitriona. En el segundo encuentro perdieron por 2-0 ante Alemania, volviendo a sustituir a Mari José, esta vez en el minuto 67 No jugó en el último partido de la fase de grupos en el que perdieron por 2-1 ante Francia y fueron eliminadas como terceras en la fase de grupos.

### Debut con la selección absoluta y Eurocopa de 2013
Debutó con la selección absoluta el 17 de septiembre de 2011 ante Turquía en partido de clasificación para la Eurocopa de 2013, con doblete y victoria por 1-10. En la web de la FIFA apareció por error que había debutado el 19 de junio de 2010 contra Inglaterra, pero no figura en la ficha técnica del encuentro.
Fue protagonista de la clasificación para la Eurocopa jugando 8 partidos y marcando otro doblete y dando tres asistencias en el encuentro ante Kazajistán el 5 de abril de 2012. Antes había dado otra asistencia de gol el 20 de noviembre de 2011 ante Rumanía y marcado otro gol ante Austria en un partido amistoso disputado el 15 de febrero de 2012.
En 2013 formó parte del combinado español en la Eurocopa. No tuvo minutos en la fase de grupos, en los que España ganó por 3-2 a Inglaterra, perdió por 1-0 ante Francia y empató 1-1 ante Rusia. En los cuartos de final sustituyó a Adriana Martín en el minuto 77 cuando España ya perdía por 3-0 ante Noruega. Jenni hermoso marcó el gol de la honra en el descuento y España fue eliminada.

### Mundial de 2015 y enfrentamiento con el seleccionador
Contribuyó a la clasificación para el mundial de Canadá en 2015 donde participó en 4 partidos y dio una asistencia en el partido ante República Checa el 27 de noviembre de 2013. Volvió a marcar otro gol a Austria en un amistoso disputado el 10 de febrero de 2015.
Fue convocada para jugar el Mundial y debutó en el primer partido, saliendo al campo en el minuto 84 en el empate a uno contra Costa Rica, y volviendo a jugar ante Brasil en el minuto 69 cuando España ya perdía por 1-0, resultado que fue definitivo. No jugó en el último encuentro de la fase de grupos ante Corea del Sur, en el que España perdió por 2-1 y quedó eliminada del torneo.
Tras los malos resultados en el Mundial, las 23 jugadoras convocadas pidieron mediante un comunicado la dimisión de Ignacio Quereda debido a la mala planificación de la concentración y del viaje hasta Canadá, la metodología empleada con el grupo, la falta de partidos amistosos y el escaso análisis de los rivales que hacía el propio seleccionador. El 26 de junio de 2015 representó junto a Amanda Sampedro y Natalia Pablos a las jugadoras de la selección en una reunión con Villar y Temprado, tras la que Ignacio Quereda, tras 27 años en ese cargo, fue sustituido por el seleccionador de la sub-19, Jorge Vilda. Vilda contó con ella para dos amistosos disputados en China, partidos a los que Priscila acudió arrastrando una lesión. Jugó su último partido internacional en uno de dichos amistosos, acumulando 25 partidos y 6 goles.

## Estadísticas

### Clubes
| Club                               | Div.          | Temporada     | Liga  | Liga  | Liga   | Copas nacionales | Copas nacionales | Copas nacionales | Copas internacionales | Copas internacionales | Copas internacionales | Total  | Total | Total  | Media goleadora |
| Club                               | Div.          | Temporada     | Part. | Goles | Asist. | Part.            | Goles            | Asist.           | Part.                 | Goles                 | Asist.                | Part.  | Goles | Asist. | Media goleadora |
| ---------------------------------- | ------------- | ------------- | ----- | ----- | ------ | ---------------- | ---------------- | ---------------- | --------------------- | --------------------- | --------------------- | ------ | ----- | ------ | --------------- |
| CD Híspalis · España               |               |               |       |       |        |                  |                  |                  |                       |                       |                       |        |       |        |                 |
| 1.ª                                | 2001-02       |               |       |       |        |                  |                  | -                | -                     | -                     |                       |        |       |        |                 |
| 1.ª                                | 2002-03       |               |       |       |        |                  |                  | -                | -                     | -                     |                       |        |       |        |                 |
| Total club                         | Total club    |               |       |       |        |                  |                  | -                | -                     | -                     |                       |        |       |        |                 |
| CE Sabadell · España               |               |               |       |       |        |                  |                  |                  |                       |                       |                       |        |       |        |                 |
| 1.ª                                | 2003-04       |               |       |       |        |                  |                  | -                | -                     | -                     |                       |        |       |        |                 |
| 1.ª                                | 2004-05       |               |       |       |        |                  |                  | -                | -                     | -                     |                       |        |       |        |                 |
| Total club                         | Total club    |               |       |       |        |                  |                  | -                | -                     | -                     |                       |        |       |        |                 |
| CFF Estudiantes de Huelva · España |               |               |       |       |        |                  |                  |                  |                       |                       |                       |        |       |        |                 |
| 1.ª                                | 2005-06       | 20            | 6     |       | -      | -                | -                | -                | -                     | -                     | 20                    | 6      |       | 0.30   |                 |
| Total club                         | Total club    | 20            | 6     |       |        |                  |                  | -                | -                     | -                     | 20                    | 6      |       | 0.30   |                 |
| CFF Irex Puebla · España           |               |               |       |       |        |                  |                  |                  |                       |                       |                       |        |       |        |                 |
| 1.ª                                | 2006-07       | 23-24         | 7     |       | 2      | 0                |                  | -                | -                     | -                     | 25-26                 | 7      |       | 0.28   |                 |
| 1.ª                                | 2007-08       | 24-25         | 3+    |       | 2      | 0                |                  | -                | -                     | -                     | 26-27                 | 3+     |       | 0.12   |                 |
| Total club                         | Total club    | 47-49         | 10+   |       | 4      | 0                |                  | -                | -                     | -                     | 51-53                 | 10+    |       | 0.19   |                 |
| Sporting de Huelva · España        |               |               |       |       |        |                  |                  |                  |                       |                       |                       |        |       |        |                 |
| 1.ª                                | 2008-09       | 24            | 6     |       | -      | -                | -                | -                | -                     | -                     | 24                    | 6      |       | 0.25   |                 |
| Total club                         | Total club    | 24            | 6     |       | -      | -                | -                | -                | -                     | -                     | 24                    | 6      |       | 0.25   |                 |
| Atlético de Madrid · España        |               |               |       |       |        |                  |                  |                  |                       |                       |                       |        |       |        |                 |
| 1.ª                                | 2009-10       | 25-26         | 15-16 |       | 2      | 0                | 0                | -                | -                     | -                     | 27                    | 15-16  |       | 0.56   |                 |
| 1.ª                                | 2010-11       | 24            | 16    | 1+    | 5      | 2                | 0                | -                | -                     | -                     | 29                    | 18     | 1+    | 0.62   |                 |
| 1.ª                                | 2011-12       | 33            | 13    | 4     | -      | -                | -                | -                | -                     | -                     | 33                    | 13     | 4     | 0.39   |                 |
| 1.ª                                | 2012-13       | 25            | 13    | 2     | 4      | 0                | 0                | -                | -                     | -                     | 29                    | 13     | 2     | 0.45   |                 |
| Rayo Vallecano · España            |               |               |       |       |        |                  |                  |                  |                       |                       |                       |        |       |        |                 |
| 1.ª                                | 2013-14       | 29            | 13    |       | 4      | 0                |                  | -                | -                     | -                     | 33                    | 13     |       | 0.39   |                 |
| Total club                         | Total club    | 29            | 13    |       | 4      | 0                |                  | -                | -                     | -                     |                       |        |       |        |                 |
| Atlético de Madrid · España        |               |               |       |       |        |                  |                  |                  |                       |                       |                       |        |       |        |                 |
| 1.ª                                | 2014-15       | 30            | 15-16 | 2     | 2      | 0                | 0                | -                | -                     | -                     | 32                    | 15-16  | 2     | 0.50   |                 |
| 1.ª                                | 2015-16       | 21            | 11    | 2     | 3      | 2                | 1                | 2                | 0                     | 0                     | 26                    | 13     | 3     | 0.50   |                 |
| 1.ª                                | 2016-17       | 28            | 9     | 6     | 3      | 2                | 1                | -                | -                     | -                     | 31                    | 11     | 7     | 0.35   |                 |
| Total club                         | Total club    | 186-187       | 92-94 | 17    | 19     | 6                | 2                | 2                | 0                     | 0                     | 207-208               | 98-100 | 19+   | 0.48   |                 |
| Betis · España                     |               |               |       |       |        |                  |                  |                  |                       |                       |                       |        |       |        |                 |
| 1.ª                                | 2017-18       | 27            | 8     | 3     | 1      | 0                | -                | -                | -                     | -                     | 27                    | 8      | 3     | 0.30   |                 |
| 1.ª                                | 2018-19       | 28            | 13    | 8     | 1      | 3                | -                | -                | -                     | -                     | 29                    | 16     | 8     | 0.55   |                 |
| 1.ª                                | 2019-20       | 21            | 5     | 3     | 1      | 0                | -                | -                | -                     | -                     | 22                    | 5      | 3     | 0.23   |                 |
| Total club                         | Total club    | 76            | 26    | 14    | 3      | 3                | -                | -                | -                     | -                     | 79                    | 29     | 14    | 0.37   |                 |
| Madrid C.F.F. · España             |               |               |       |       |        |                  |                  |                  |                       |                       |                       |        |       |        |                 |
| 1.ª                                | 2020-21       | 33            | 8     | 6     | 2      | 1                | -                | -                | -                     | -                     | 35                    | 9      | 6+    | 0.26   |                 |
| Total club                         | Total club    | 33            | 8     | 6     | 2      | 1                |                  |                  |                       |                       | 35                    | 9      | 6+    | 0.26   |                 |
| Total carrera                      | Total carrera | Total carrera | 507   | 163+  | 37+    | 32               | 10               | 2+               | 2                     | 0                     | 0                     | 541    | 173+  | 39+    | 0.32            |
| 1. 2. 3.                           |               |               |       |       |        |                  |                  |                  |                       |                       |                       |        |       |        |                 |

### Selección
| Selecciones                                                                                                | Año           | Europeo(4) | Europeo(4) | Europeo(4) | Mundial (4) | Mundial (4) | Mundial (4) | Amistosos | Amistosos | Amistosos | Total | Total | Total  | Media goleadora |
| Selecciones                                                                                                | Año           | Part.      | Goles      | Asist.     | Part.       | Goles       | Asist.      | Part.     | Goles     | Asist.    | Part. | Goles | Asist. | Media goleadora |
| --- | ------------- | ---------- | ---------- | ---------- | ----------- | ----------- | ----------- | --------- | --------- | --------- | ----- | ----- | ------ | --------------- |
| Sub-19 · España                                                                                            | 2002          | 4          | 1          |            |             |             |             |           |           |           | 4     | 1     |        | 0.25            |
| Sub-19 · España                                                                                            | 2003          | 5          | 1          |            |             |             |             |           |           |           | 5     | 1     |        | 0.20            |
| Sub-19 · España                                                                                            | Total         | 9          | 2          |            |             |             |             |           |           |           | 9     | 2     |        | 0.22            |
| Abs · España                                                                                               | 2011          | 5          | 2          | 1          | -           | -           | -           | -         | -         | -         | 5     | 2     | 1      | 0.40            |
| Abs · España                                                                                               | 2012          | 3          | 2          | 3          |             |             |             | 1         | 1         |           | 4     | 3     | 3      | 0.75            |
| Abs · España                                                                                               | 2013          | 1          | 0          | 0          | 4           | 0           | 1           | 2         | 0         |           | 7     | 0     | 1      | -               |
| Abs · España                                                                                               | 2014          | -          | -          | -          | -           | -           | -           | 1         | 0         |           | 1     | 0     | 0      | -               |
| Abs · España                                                                                               | 2015          | -          | -          | -          | 2           | 0           | 0           | 6         | 1         |           | 8     | 1     | 0      | 0.12            |
| Abs · España                                                                                               | Total         | 9          | 4          | 4          | 6           | 0           | 0           | 10        | 2         |           | 25    | 6     | 5+     | 0.24            |
| Total carrera                                                                                              | Total carrera | 18         | 6          | 4+         | 6           | 0           | 0           | 10        | 2         |           | 34    | 8     | 5+     |                 |
| (4) Se incluyen partidos en fases clasificatorias, no incluye Torneo de Exentos ni Torneo Desarrollo UEFA. |               |            |            |            |             |             |             |           |           |           |       |       |        |                 |

#### Partidos internacionales
| Partidos internacionales | Partidos internacionales | Partidos internacionales                    | Partidos internacionales | Partidos internacionales | Partidos internacionales | Partidos internacionales | Partidos internacionales                                       | Partidos internacionales | Partidos internacionales                     |
| N.º                      | Fecha                    | Estadio                                     | Local                    | Resultado                | Visitante                | Goles                    | Asistencias                                                    | Seleccionador            | Competición                                  |
| ------------------------ | ------------------------ | ------------------------------------------- | ------------------------ | ------------------------ | ------------------------ | ------------------------ | -------------------------------------------------------------- | ------------------------ | -------------------------------------------- |
| 1                        | 17 de septiembre de 2011 | Estadio Recep Tayyip Erdoğan, Estambul      | Turquía                  | 1-10                     | España                   | 11' 65'                  |                                                                | Ignacio Quereda          | Clasificación para la Eurocopa Femenina 2013 |
| 2                        | 23 de octubre de 2011    | La Ciudad del Fútbol, Las Rozas de Madrid   | España                   | 3-2                      | Suiza                    |                          |                                                                | Ignacio Quereda          | Clasificación para la Eurocopa Femenina 2013 |
| 3                        | 27 de octubre de 2011    | Estadio BIIK, Shymkent                      | Kazajistán               | 0-4                      | España                   |                          |                                                                | Ignacio Quereda          | Clasificación para la Eurocopa Femenina 2013 |
| 4                        | 20 de noviembre de 2011  | Football Centre FRF, Buftea                 | Rumanía                  | 0-4                      | España                   |                          | 82' a Sonia Bermúdez                                           | Ignacio Quereda          | Clasificación para la Eurocopa Femenina 2013 |
| 5                        | 24 de noviembre de 2011  | Estadio Escribano Castilla, Motril          | España                   | 2-2                      | Alemania                 |                          |                                                                | Ignacio Quereda          | Clasificación para la Eurocopa Femenina 2013 |
| 6                        | 15 de febrero de 2012    | Estadio de San Lázaro                       | España                   | 4-1                      | Austria                  | 69'                      |                                                                | Ignacio Quereda          | Amistoso                                     |
| 7                        | 31 de marzo de 2012      | Carl-Benz-Stadion, Mannheim                 | Alemania                 | 5-0                      | España                   |                          |                                                                | Ignacio Quereda          | Clasificación para la Eurocopa Femenina 2013 |
| 8                        | 5 de abril de 2012       | La Ciudad del Fútbol, Las Rozas de Madrid   | España                   | 13-0                     | España                   | 32' 59'                  | 29' a Sonia Bermúdez 38' a Mari Paz Vilas 61' a Mari Paz Vilas | Ignacio Quereda          | Clasificación para la Eurocopa Femenina 2013 |
| 9                        | 16 de junio de 2012      | Stadion Brügglifeld, Aarau                  | Suiza                    | 4-3                      | España                   |                          |                                                                | Ignacio Quereda          | Clasificación para la Eurocopa Femenina 2013 |
| 10                       | 16 de enero de 2013      | Pinatar Arena, San Pedro del Pinatar        | España                   | 2-1                      | Rusia                    |                          |                                                                | Ignacio Quereda          | Amistoso                                     |
| 11                       | 12 de febrero de 2013    | La Ciudad del Fútbol, Las Rozas de Madrid   | España                   | 0-0                      | Dinamarca                |                          |                                                                | Ignacio Quereda          | Amistoso                                     |
| 12                       | 22 de junio de 2013      | Kalmar Arena, Kalmar                        | Noruega                  | 3-1                      | España                   |                          |                                                                | Ignacio Quereda          | Eurocopa de 2013                             |
| 13                       | 27 de octubre de 2013    | Ciudad deportiva Collado Villalba, Madrid   | España                   | 6-0                      | Estonia                  |                          |                                                                | Ignacio Quereda          | Clasificación para el Mundial de 2015        |
| 14                       | 31 de octubre de 2013    | Campo de fútbol Matap, Madrid               | España                   | 2-0                      | Italia                   |                          |                                                                | Ignacio Quereda          | Clasificación para el Mundial de 2015        |
| 15                       | 23 de noviembre de 2013  | Estadio El Deleite, Madrid                  | España                   | 1-0                      | Rumanía                  |                          |                                                                | Ignacio Quereda          | Clasificación para el Mundial de 2015        |
| 16                       | 27 de noviembre de 2013  | Estadio Fernando Torres, Fuenlabrada        | España                   | 3-2                      | República Checa          |                          | 78' a Marta Corredera                                          | Ignacio Quereda          | Clasificación para el Mundial de 2015        |
| 17                       | 14 de enero de 2014      | Pinatar Arena, San Pedro del Pinatar        | España                   | 1-2                      | Noruega                  |                          |                                                                | Ignacio Quereda          | Amistoso                                     |
| 18                       | 10 de febrero de 2015    | Pinatar Arena, San Pedro del Pinatar        | España                   | 2-2                      | Austria                  | 52'                      |                                                                | Ignacio Quereda          | Amistoso                                     |
| 19                       | 11 de febrero de 2015    | Pinatar Arena, San Pedro del Pinatar        | España                   | 2-1                      | Bélgica                  |                          |                                                                | Ignacio Quereda          | Amistoso                                     |
| 20                       | 3 de marzo de 2015       | Campo de fútbol Pedro Escartín, Guadalajara | España                   | 2-2                      | Nueva Zelanda            |                          |                                                                | Ignacio Quereda          | Amistoso                                     |
| 21                       | 5 de marzo de 2015       | Campo municipal de deportes, La Roda        | España                   | 0-0                      | Nueva Zelanda            |                          |                                                                | Ignacio Quereda          | Amistoso                                     |
| 22                       | 8 de abril de 2015       | Campo Pepe Ortiz, Gijón                     | España                   | 1-0                      | Irlanda                  |                          |                                                                | Ignacio Quereda          | Amistoso                                     |
| 23                       | 9 de junio de 2015       | Estadio Olímpico, Montreal                  | España                   | 1-1                      | Costa Rica               |                          |                                                                | Ignacio Quereda          | Mundial de 2015                              |
| 24                       | 13 de junio de 2015      | Estadio Olímpico, Montreal                  | Brasil                   | 1-0                      | España                   |                          |                                                                | Ignacio Quereda          | Mundial de 2015                              |
| 25                       | 21 de septiembre de 2011 | Chenzhou Sports Center, Chenzhou            | China                    | 1-2                      | España                   |                          |                                                                | Jorge Vilda              | Amistoso                                     |
| Total                    |                          |                                             | Presencias               | 25                       | Goles                    | 6                        |                                                                |                          |                                              |

#### Participaciones en Mundiales
| Competición     | Categoría          | Sede   | Resultado      | Partidos | Goles |
| --------------- | ------------------ | ------ | -------------- | -------- | ----- |
| Mundial de 2015 | Selección absoluta | Canadá | Fase de grupos | 2        | 0     |
| Total           | –                  | –      | –              | 2        | 0     |

#### Participaciones en Eurocopas
| Competición            | Categoría          | Sede     | Resultado        | Partidos | Goles |
| ---------------------- | ------------------ | -------- | ---------------- | -------- | ----- |
| Europeo Sub-19 2002    | Sub-19             | Suecia   | Fase de grupos   | 3        | 0     |
| Europeo Sub-19 2003    | Sub-19             | Alemania | Fase de grupos   | 2        | 0     |
| Eurocopa Femenina 2013 | Selección absoluta | Suecia   | Cuartos de final | 1        | 0     |
| Total                  | –                  | –        | –                | 6        | 0     |

## Palmarés

### Campeonatos nacionales
| Título           | Club               | País   | Año     |
| ---------------- | ------------------ | ------ | ------- |
| Copa de la Reina | Atlético de Madrid | España | 2016    |
| Primera División | Atlético de Madrid | España | 2016-17 |

### Distinciones individuales
| Distinción                                        | Año     |
| ------------------------------------------------- | ------- |
| Máxima goleadora del Atlético de Madrid           | 2009-10 |
| Máxima goleadora del Atlético de Madrid           | 2010-11 |
| Máxima goleadora del Atlético de Madrid           | 2012-13 |
| Máxima goleadora del Rayo Vallecano               | 2013-14 |
| Máxima goleadora del Atlético de Madrid           | 2014-15 |
| Máxima goleadora histórica del Atlético de Madrid | 2017    |
| Máxima goleadora del Real Betis                   | 2017-18 |
| Máxima goleadora del Real Betis                   | 2018-19 |
| Máxima goleadora del Real Betis                   | 2019-20 |
| Candidata a los premios Andalucía Joven           | 2020    |
| Premio Almudena Grandes                           | 2023    |